# Carl Spitteler
 (juin 2025).
Carl Friedrich Georg Spitteler, né le 24 avril 1845 à Liestal et mort le 29 décembre 1924 à Lucerne, est un écrivain suisse allemand, lauréat du prix Nobel de littérature de 1919.

## Biographie
Carl Spitteler naît le 24 avril 1845 à Liestal près de Bâle. Il commence des études de droit puis de théologie qui l'amènent à devenir pasteur, mais il renonce rapidement à ce poste. Il s'expatrie à Saint-Pétersbourg comme précepteur (1871-1879) avant de revenir au pays où il enseigne dans une école de jeunes filles à Berne.  
Spitteler s’établit à La Neuveville entre 1881 et 1885 en tant que professeur d’allemand, de latin et de grec au Progymnase de La Neuveville au bord du lac de Bienne. Si l’enseignement est alors un travail alimentaire, il cherche à dépasser la rigidité des programmes scolaires et prend à cœur de sensibiliser les élèves à des sujets littéraires et à éveiller leur curiosité. 
Il épouse en 1883 la hollandaise Maria Op den Hooff, une ancienne élève. Après avoir quitté La Neuveville, Spitteler gagne sa vie comme critique littéraire et feuilletoniste dans plusieurs quotidiens suisses. Résidant d’abord à Bâle, puis, dès 1892 à Lucerne, où il demeurera jusqu'à la fin de sa vie, avec sa femme et ses deux filles Anna et Marie-Adèle. 
Il est l'auteur de poèmes à la fois pessimistes et héroïques, dont le plus célèbre demeure son poème épique  Printemps olympien (Olympischer Frühling) publié en 1905. 
Il reçoit le Prix Nobel de littérature en 1919, à l'âge de 75 ans. 
Il meurt à Lucerne le 29 décembre 1924. 

### Ancrages suisses romands
Sa vie durant il entretient de nombreuses relations épistolaires et amicales avec des membres de l’intelligentsia, notamment de Suisse romande. Parmi eux, Victor Gross, docteur, archéologue et notable, Philippe Godet, homme de lettres neuchâtelois dont Spitteler avait admiré l’« Histoire littéraire de la Suisse française » (1890) et Gonzague de Reynold, fondateur, notamment, de la revue La Voile latine et de la Nouvelle Société helvétique. 
Spitteler revient notamment à La Neuveville en 1912, à l’occasion du bicentenaire de la naissance de Jean-Jacques Rousseau, organisé par la section locale de la Société jurassienne d'émulation, événement lors duquel il prononça un discours sur l’héritage de Rousseau.
Par ses études en droit, uniquement ébauchées, puis en théologie, les compétences linguistiques de Carl Spitteler sont nombreuses. L’allemand bien sûr, mais aussi le grec, le latin et l’hébreu. Le français aussi, qu’il pratique quotidiennement à Saint-Pétersbourg, puis à La Neuveville. Il possède également des connaissances en italien, renforcées par divers séjours effectués en Italie, et très vraisemblablement en hollandais pour avoir épousé Maria Op den Hooff.
Bien que la production littéraire de Spitteler soit en allemand, le vaudois Maurice Muret le décrit comme un auteur romand ; son style et son inspiration sont issus des grands classiques grecs et latins. Muret vouait une grande admiration à Spitteler, et chercha à faire intégrer ses textes dans les programmes scolaires de Suisse romande.

### Engagement politique
En dehors des poèmes et des romans que Spitteler écrit, il publie des récits, des critiques musicales et théâtrales et des essais sur l'actualité littéraire et culturelle dans de nombreux journaux suisses mais aussi allemands et autrichiens. 
Le 14 décembre 1914, il prend position pour la neutralité, le respect des minorités et l'unité du pays alors que la Suisse se divise de plus en plus entre pro-allemands et pro-français. Dans le cadre de l'assemblée générale de la section zurichoise de la Nouvelle Société helvétique, il prononce un discours intitulé Unser Schweizer Standpunkt (Notre point de vue suisse) traduit peu après en français, en italien et romanche. 

Son discours qui vise à entériner les passions pour des nations étrangères présente notamment la distinction entre les voisins et les frères comme suit : 
« Tous ceux qui vivent au-delà de nos frontières sont nos voisins, et, jusqu’à nouvel ordre, nos chers voisins ; tous ceux qui vivent en deçà sont plus que des voisins, ce sont des frères. Or, la différence entre voisin et frère est immense. Même le meilleur voisin peut, suivant les circonstances, tirer sur nous à boulets, tandis que le frère, dans la bataille, combat à nos côtés. On ne saurait donc imaginer différence plus considérable. »
À l'image de Ferdinand Hodler, qui avait âprement critiqué le bombardement de Reims par les Allemands, Carl Spitteler subit de vives critiques de la part de l'Allemagne et de la Suisse alémanique, qui affichaient alors des sympathies pro-allemandes. Son principal lectorat lui tourne donc le dos pendant la guerre.

## Postérité
Alors que sa notoriété avait presque disparu dans son pays, lors de sa visite en Suisse en 2017, le président chinois Xi Jinping cite un extrait du poète en préambule du texte adressé aux médias suisses : le plus grand bonheur est de « trouver des amis avec qui on partage le souffle comme le destin ». 
Le fonds d'archives de Carl Spitteler se trouve aux Archives littéraires suisses à Berne, à la Bibliothèque centrale de Zurich et au Dichter- und Stadtmuseum Liestal (de) de Liestal.
Le centenaire de la remise du Prix Nobel est célébré officiellement partout en Suisse en 2019. Plusieurs événements lui sont consacrés, dont une exposition au Dichter- und Stadtmuseum de Liestal (Poesie und Politik), au Musée d'Art et d'Histoire de La Neuveville (Un point de vue neuvevillois. Spitteler en Suisse romande) et au Centre interrégional de perfectionnement à Tramelan (Spitteler l'essentiel).

## Imago
Il s'agit d'une des œuvres de Spitteler les plus connues et traduites en français.
Le héros est à la fois poète, mégalomane et naïf, et il est prêt à n'importe quoi pour les beaux yeux d'Imago. Il déteste et aime la société classique de son époque.
Histoire d'amour impossible à sens unique, le récit semble en partie autobiographique. L'Imago de Spitteler est le Tasse de Goethe, celui-ci reflétant son véritable et impossible amour pour Mme de Stein. Imago était un des livres favoris de Freud. Il impressionne tellement le créateur de la psychanalyse qu'en 1913 celui-ci donne ce nom de Imago à la première revue psychanalytique,. Dans Imago, et dans l'esprit du héros de Carl Spitteler, se joue la poursuite compliquée d'une chimère, ainsi que diverses interactions et considérations multiples avec la raison et la morale. Ces sujets étaient d'un grand intérêt pour l'étude de la pensée et des pulsions humaines selon les théories alors en vogue et en monologue intérieur.

## Œuvre
- Mariquita, paru en feuilleton dans le Bund en 1880, trad. fr. Patrick Vallon, postf. Stefanie Leuenberger, Gollion, Infolio, 100 p., 2025  (ISBN 978-2889681631)
- Prometheus und Epimetheus, 1881 Prométhée et Épiméthée, Neuchâtel, Delachaux & Niestlé, 1940 ; réédition, Paris, Presses du Compagnonnage, coll. « des prix Nobel de littérature », 1961
- Extramundana, 1883
- Ei Ole, 1887
- Samojeden, 1887
- Hund und Katze, 1887
- Olaf, 1887
- Bacillus, 1888
- Das Bombardement von Åbo, 1889
- Schmetterlinge, 1889
- Der Parlamentär, 1889
- Das Wettfasten von Heimligen, 1890
- Friedli der Kolderi 1891
- Gustav 1892 Gustave, traduit par E. Desfeuilles, Genève, Éditions Georg / Paris, G. Grès, coll. « helvétique », 1920
- Litterarische Gleichnisse 1892, essais
- Der Ehrgeizige 1892
- Jumala. Ein finnisches Märchen 1893
- Balladen 1896, poésie
- Der Gotthard 1897
- Conrad der Leutnant, 1898 Le Lieutenant Conrad, suivi de Le Sombre Dimanche de Herrlisdorf, traduit par Noémie Valentin, Paris, Payot, 1915 ; réédition sous le même titre dans une nouvelle traduction française par Patrick Vallon, Paris/Gollion (Suisse), Gollion, Infolio, coll. « micromega », 2024  (ISBN 978-2-88968-124-2)
- Lachende Wahrheiten, 1898, essais
- Olympischer Frühling (4 volumes) 1900 - 1906 :
  - I. Die Auffahrt
  - II. Hera die Braut
  - III. Die Hohe Zeit
  - IV. Ende und Wende
- Olympischer Frühling, 1905, épopée Le Printemps olympien, traduit par Paul Desfeuilles, Paris, Revue de l'enseignement des langues vivantes, 1918 ; nouvelle traduction de Charles Beaudoin sous le titre Printemps olympien, Genève, Pierre Cailler, 1950
- Imago, 1906 Imago, traduit par Gabrielle Godet, Lausanne, Payot, 1917 ; réédition dans une nouvelle traduction du groupe du Coq-Héron, Paris, Navarin, coll. « Studiolo », 1984 ; réédition, Paris, La République des lettres, 2023 ; réédition reprenant la traduction révisée et complétée de Gabrielle Godot, Paris, Sillage, 2024  (ISBN 978-2-381-41073-9)
- Gras- und Glockenlieder, 1906 Chansons des cloches et de l'herbe, traduit par Denyse Dunant, Paris, G. Grès, 1924
- Die Mädchenfeinde, 1907 Les Petits Misogynes, traduit par Lucy Marg Foy dungeon-Sternberg, vicomtesse de La Roquette-Buisson, Paris, E. de Boccard, 1917 ; réédition sous le même titre dans une nouvelle traduction de Michel Mamboury, Lausanne, Éditions de l'Aire, coll. « Lettres universelles », 1983
- Meine frühesten Erlebnisse, 1914, biographie Mes premiers souvenirs, traduit par Henri de Ziegler, Lausanne, Payot, 1916
- Prometheus der Dulder, 1924 Le Second Prométhée, Neuchâtel, Delachaux & Niestlé, 1959